# 石峠館
石峠館（いしとうげだて）は、岩手県下閉伊郡山田町石峠第2地割にあった日本の城。

## 概要
戦国時代の武士・豊間根氏の同族である石峠氏（古くは「石至下」とも記した）の本拠地で、津軽石川（豊間根川）と荒川川の合流点北西の台地上に位置する。史料上での城主に豊間根家任の名が知られる。中世から近世にかけての居館跡が残っており、北側には山からの沢を利用した水掘の跡がみられる。
この地に土着した安倍氏が永禄年間（1558～69年）に、峠に石垣を築いて襲撃に備えたと伝承されている（『豊間根文書』）。
なお、天正11年（1583年）の払川館主・一戸行重の謀殺事件で、随行して討死したものの中に石峠八郎なる者がいる。

## 参考資料
- 「角川日本地名大辞典」編纂委員会『角川日本地名大辞典 3 岩手県』角川書店、1985年3月8日。ISBN 4-040-01030-2。
- 児玉幸多、坪井清足『日本城郭大系第2巻 青森・岩手・秋田』新人物往来社、1980年7月15日。
- 岩手県教育委員会『岩手県中世城館跡分布調査報告書』 82巻、1986年3月30日、71頁。